# La Vie de château (Art Mengo)
Pour les articles homonymes, voir La Vie de château.
Albums de Art Mengo
Croire qu'un jour… Entre mes guillemets
La Vie de château est le cinquième album studio d'Art Mengo, sorti en 2003.

## Titres
1. La Vie de château
2. Je passerai la main
3. L'Enterrement de la lune
4. Lettres à Milena
5. Le Temps perdu
6. Dans un an et un jour
7. Ton solitaire
8. Le Hamac
9. Ultra marine (version piano/voix)
10. Le Même tango
11. Monsieur Claude
12. J'ai vidé mon grenier